# فضای حلقه‌ای
در ریاضیات، یک فضای حلقه‌ای خانواده ای از حلقه‌های (جابجایی) است که توسط زیر مجموعه‌های باز یک فضای توپولوژی به همراه همومورفیسم‌های حلقه‌ای که نقش تحدیدها را دارند پارامتر بندی شده‌اند. به‌طور دقیق تر، یک فضای توپولوژیست که مجهز به بافه (شیف) حلقه‌ها شده که به آن بافه (شیف) ساختاری گویند. این تجریدی از مفهوم حلقه توابع (با مقادیر اسکالر) پیوسته روی مجموعه‌های باز است.
در میان فضاهای حلقه ای، فضاهای موضعاً حلقه‌ای اهمیت خاص و برجسته ای دارند: یک فضای حلقه‌ای که در آن مقایسه جرم یک تابع معتبر است.
توجه کنید: در تعریف یک فضای حلقه‌ای، بسیاری از نوشته‌ها تمایل به محدود سازی حلقه‌ها به حلقه‌های جابجایی دارند، مثل کتاب هارتشورن و ویکی‌پدیای انگلیسی. از سوی دیگر کتاب "Éléments de géométrie algébrique" گروتندیک (که اصل آن به فرانسویست) فرض جابجایی بودن حلقه‌ها را تحمیل نمی‌کند، گرچه که این کتاب اکثراً حالت جابجایی را در نظر می‌گیرد.

## تعاریف
یک فضای حلقه‌ای {\displaystyle (X,O_{X})} یک فضای توپولوژی به همراه بافه (شیف) حلقه‌های {\displaystyle O_{X}} روی {\displaystyle X} است. بافه (شیف) {\displaystyle O_{X}} را بافه (شیف) ساختاری {\displaystyle X} گویند.
یک فضای حلقه‌ای موضعی فضای حلقه ای {\displaystyle (X,O_{X})} است که تمام ساقه‌ها (استالک)های {\displaystyle O_{X}} آن حلقه‌های موضعی (یعنی آن‌ها ایده‌آل‌های ماکسیمال منحصر به فردی دارند) هستند. توجه کنید که نیاز نیست که {\displaystyle O_{X}(U)} برای تمام مجموعه‌های باز {\displaystyle U} یک حلقه موضعی باشد؛ در حقیقت، تقریباً هیچ‌گاه این اتفاق نمی‌افتد.